# 장혼
장혼(張混, 1759년 ~ 1828년)은 조선 후기의 학자이자 위항 시인으로, 호는 이이엄(而已广), 공공자(空空子), 자는 원일(元一)이다. 장륜(張淪)이라고도 하였다. 인의(引儀) 장우벽(張友璧)의 아들로 효성이 지극하고 일찍이 시와 글씨에 탁월한 재능이 있어 추사 김정희조차 시흥(詩興)이 호방하고 장쾌하며 거침이 없음을 찬사하였다 한다. 1790년(정조 14년) 감인소(監印所)의 사준(司準)이 되어 서적 편찬에 종사하였다. 저술로는 1803년에 지은 아동용 교재 《아희원람》(兒戱原覽)과 1810년에 지은 일종의 백과사전인 《몽유편》(蒙喩篇)이 유명하며, 이 외에도 수십 권의 책을 저술하였다. 천수경 등과 교제하였으며 송석원시사의 동인이었다. 인왕산 옥류동 계곡에 이이엄(而已广)이라는 집을 짓고 살았다.